# Фінський метеорологічний інститут

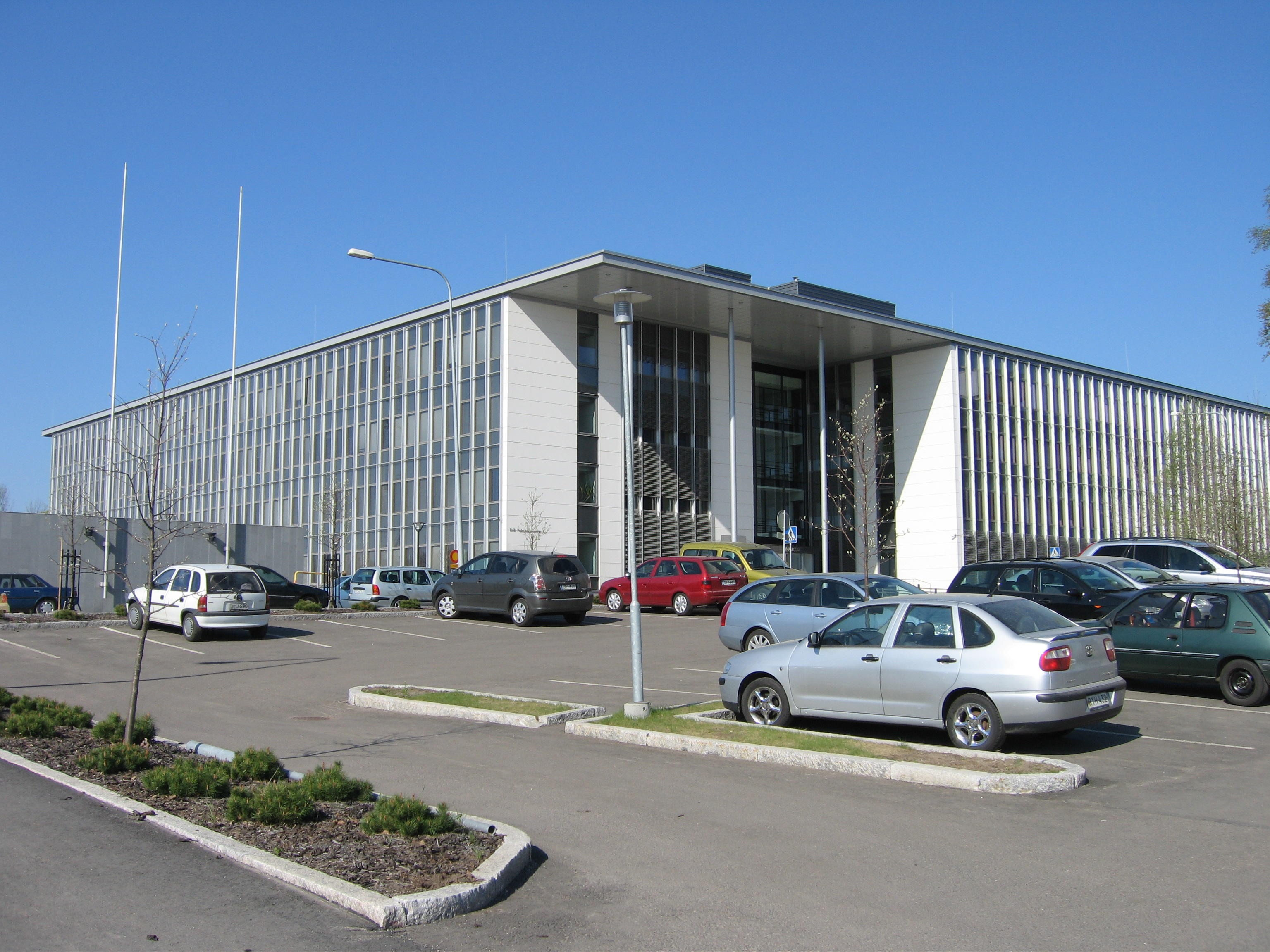
Dynamicum, нова будівля Метеорологічного інституту і Фінський інститут морських досліджень в Гельсінкі.

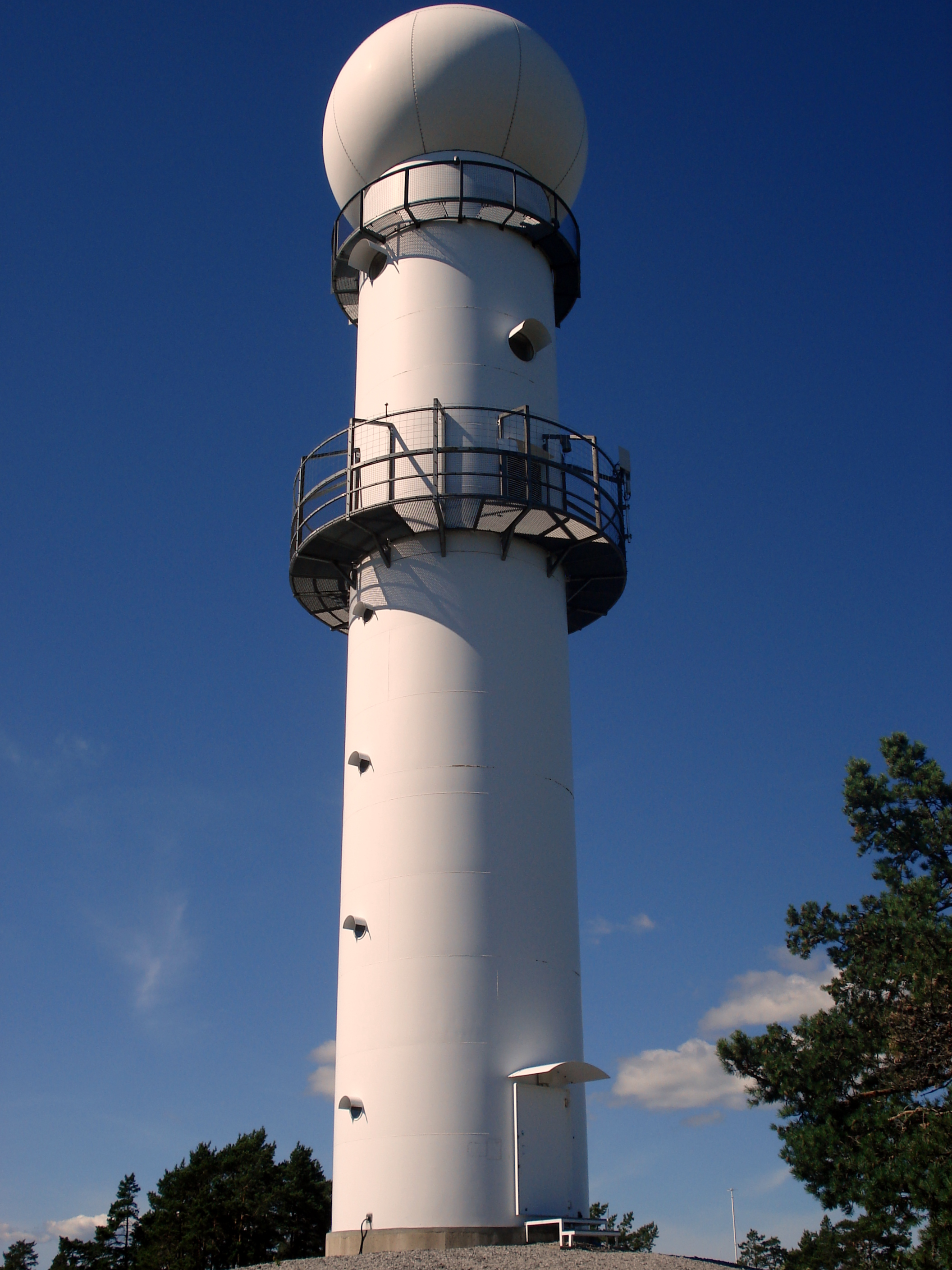
C-Band Метеорологічний радіолокатор

Метеорологічний інститут (фін. Ilmatieteen laitos, швед. Meteorologiska institutet) — урядовий орган, відповідальний за збір та звітність метеорологічних даних і прогнозів у Фінляндії. Входить до складу Міністерства транспорту та зв'язку.
Штаб-квартира Інституту знаходиться в Кумпуле Кампус, Гельсінкі, Фінляндія.

## Персонал
Кількість штатних співробітників Фінського метеорологічного інституту складає близько 540 чоловік. Постійні співробітники складають близько 2/3 усієї кількості персоналу. 54 відсотків співробітників мають вищу освіту і 15 відсотків мають ступінь ліценціата або кандидатський ступінь. Середній вік співробітників складає 43 роки.

## Інститут космічних досліджень
Фінський метеорологічний інститут є одним з небагатьох місць у Фінляндії, де проводяться космічні дослідження. Інститут був частиною кількох гучних місій НАСА та ЄКА, таких як Фенікс, Розетта, Mars Science Laboratory І BepiColombo,  а також власної місії MetNet.